# Southeastern Drilling Company
Southeastern Drilling Company (Sedco) was een boormaatschappij die in 1947 werd opgericht door Bill Clements, de latere gouverneur van Texas, met twee partners, Toddie Lee Wynne en Ike LaRue.

## Beginjaren
In 1938 was Clements begonnen bij Oilwell Supply Company en wist zo in 1947 van hen twee gebruikte boortorens te koop. Hij bracht deze naar Mississippi waar hij een contract kon krijgen met Sun Oil. Voor een opdracht bij Baxterville kocht hij zijn derde boortoren van Oilwell. Toen Forrest Oil hem een opdracht gaf om te boren in McCamey schafte hij zijn eerste nieuwe boortoren aan, ook weer van Oilwell. Rond 1949 voerde Venezuela de druk op bij buitenlandse oliemaatschappijen en Creole Petroleum wilde daarom zijn acht Oilwell 96 boortorens verkopen. Oilwell benaderde Clements die de torens met krediet van Oilwell over kon nemen. Tegen die tijd liet Wynne zich uitkopen en in 1955 kocht Clements LaRue uit.

## Internationaal
Sun Oil benaderde Clements in 1952 voor boringen in Copano Bay in Texas en daarvoor schafte hij twee Mississippi-pontons aan, al had hij geen ervaring op het water. Deze swamp barges werden met ballastwater afgezonken op de bodem waarna geboord kon worden. Texaco vroeg hem daarna om bij Trinidad te boren, waartoe hij een nieuw ponton liet bouwen met daarop palen die een dek ondersteunen, Rig 21, een zogenaamde post barge. Dit was de eerste opdracht buiten de Verenigde Staten voor Southeastern. Via Paul Turnbull kwam Clements in contact met Standard Vacuum Oil Company – de joint-venture van Standard Oil of New Jersey en Mobil Oil voor het Verre Oosten – die hen vroeg om te boren in India, West-Pakistan en Oost-Pakistan. In 1959 werkte Southeastern voor het Japanse Arabian Oil Company in de Neutrale zone tussen Koeweit en Saoedi-Arabië. In het Midden-Oosten ging Southeastern een samenwerking aan met Zapata van de latere president George H.W. Bush.
In 1958 begonnen werkzaamheden in Iran die zouden duren tot de Iraanse Revolutie in 1979 een einde maakte aan Sediran, de joint-venture met de National Iranian Oil Company. In 1959 verkreeg Southeastern van het Argentijnse YPF het grootste boorcontract ooit. In drie jaar tijd moesten er duizend putten geboord worden rond Comodoro Rivadavia om zo de ambitie van president Frondizi waar te maken om onafhankelijk te worden van olie-import. Door dit contract werd Southeastern een grote speler en ging in 1965 naar de beurs en in 1969 naar de New York Stock Exchange. De naam werd in dat jaar Sedco.

## Offshore
In de jaren 1960 ging Southeastern echt de offshore in. Daartoe werd onder meer een ontwerp van Friede & Goldman ingezet dat een combinatie was van een afzinkbaar en halfafzinkbaar boorplatform, de Sedco 135. Dit zou een hele serie worden waarbij na het vergaan van de Sedco 135B door het in 1968 overgenomen Earl and Wright aanpassingen werden gemaakt in het ontwerp. Het eerste platform uit deze serie, de Sedco 135 ondervond in 1979 een blowout bij het boren van Ixtoc I voor PEMEX, wat resulteerde in de grootste olieramp tot dan toe. Voor het eerst werd een jaar afgesloten met verlies.
Met de opkomst van de Noordzee-olievelden nam Sedco in 1966 voor 25% deel in een joint-venture met Nederlandse Aannemingsmaatschappij van Werken Buitengaats in de Nederlandse Zeeboormaatschappij (Sea Drilling Netherlands, Sedneth). In 1997 nam Sedco Sedneth in zijn geheel over. In 1966 werd ook een joint-venture gesloten met het Algerijnse Sonatrach. Dit Alfor zou uitgroeien tot de grootste booraannemer in Algerije, maar werd na onenigheid in 1979 opgeheven.
Hierna volgde in 1967 de Staflo-serie. Een grote stap werd in 1974 gemaakt met de Sedco 700-serie, die ontworpen was om beter om te gaan met de zware omstandigheden op de Noordzee. Deze semisubmersibles van de tweede generatie waren ook uitgerust met een dynamisch positioneringssysteem (DP). Dit was eerder al toegepast op het boorschip Sedco 445 uit 1971. Dit maakte het mogelijk om te boren in diep water waar ankeren geen optie meer was.
Earl and Wright ontwierpen ook een platform dat in ijs moest kunnen boren, maar dit werd niet gebouwd door Sedco. Uiteindelijk kwam het platform met 24 facetten in 1983 de vaart als Kulluk voor Gulf Canada.

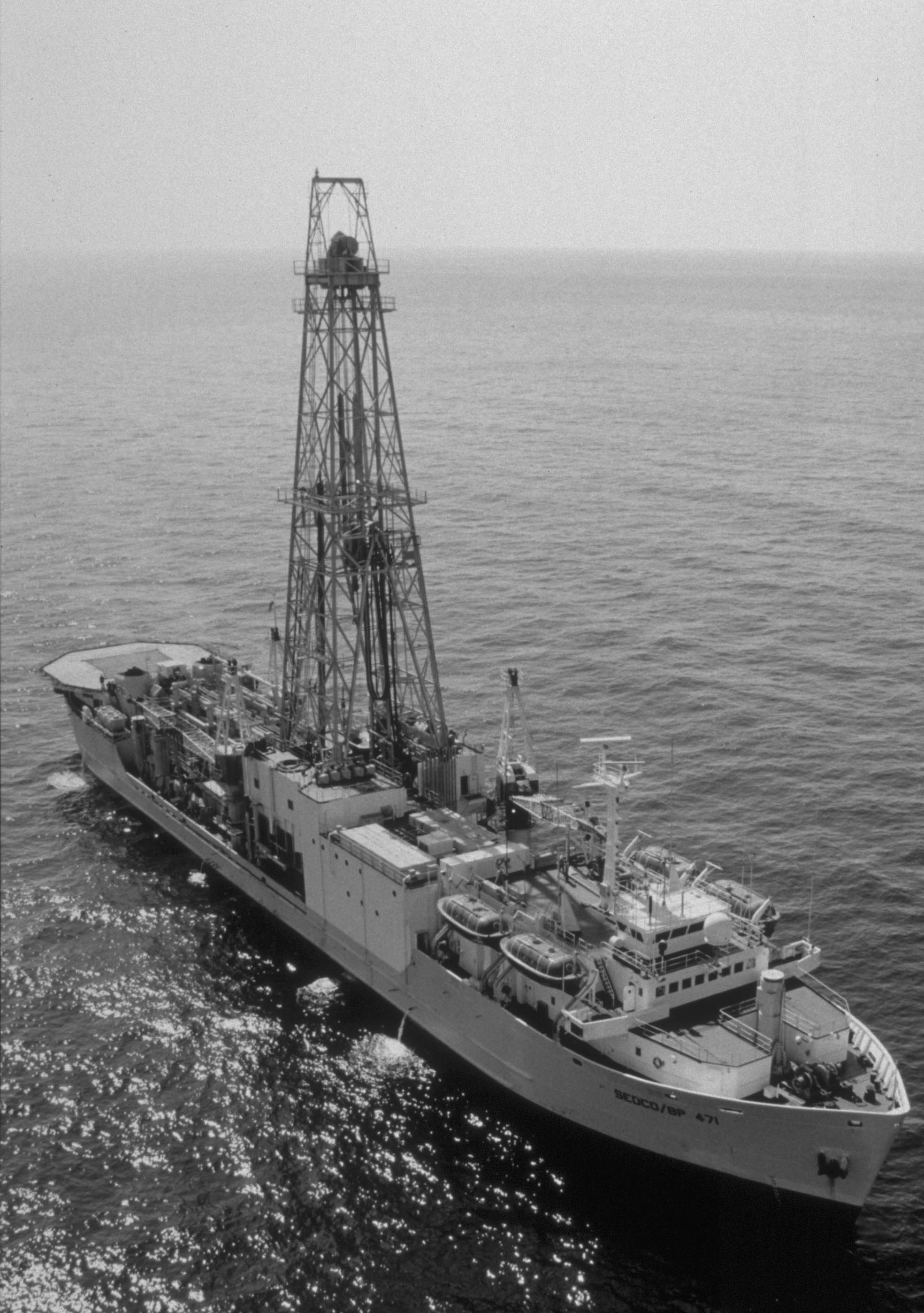
De Sedco/BP 471 als JOIDES Resolution voor het Ocean Drilling Program

Sedco financierde nieuwe platforms op basis van langetermijn-contracten en ging daarbij veelal een gedeeld eigendom aan met klanten, zoals bij de Sedco/BP 471, de Shell 707 en Shell 709, de Exxon 472 en de Sedco/Phillips S.S.. De Sedco/BP 471 werkte vanaf 1985 als JOIDES Resolution voor het Ocean Drilling Program. De Sedco 470 die bij Avondale gebouwd zou worden, werd afbesteld vanwege de slechte marktomstandigheden.
Voor werk in ondieper water werd in 1983 de Sedco 600-serie ontworpen. Deze was kleiner dan de Sedco 700-serie met vierkante kolommen en geen DP-systeem. Dit moest het zo goedkoop maken dat het met jack-ups kon concurreren.

## Constructie
Met de koop van Houston Contracting Company (HCC) in 1970 begaf Sedco zich in het pijpenleggen en de constructie en installatie offshore om zo te concurreren met McDermott en Brown & Root. HCC beschikte over enkele pijpenleggers en ook de in 1971 gebouwde Sedco 102 was een pijpenlegger. Sedco ging met Brown & Root en Oceanic Contractors (McDermott) in 1974 het consortium Bos Company aan om een halfafzinkbare pijpenlegger te bouwen. De RDM zou deze onder bouwnummer 339 bouwen, maar de kosten van dit type pijpenlegger lagen aanmerkelijk hoger dan die van conventionele pijpenleggers, zodat het consortium ontbonden werd voordat de BOS I gebouwd was.
Samen met de Libanese Contracting And Trading Company (CAT) legde Houston Contracting in 1981 het westelijke deel van de East-West Crude Oil Pipeline (Petroline) van Abqaiq bij het enorme Ghawarveld in het oosten van Saoedi-Arabië naar Yanbu in het westen, waarbij Saipem het oostelijke deel legde. Uiteindelijk bleek de winstmarge tegen te vallen en nam Arctic Slope Regional Corporation in 1985 Houston Contracting over.
In 1978 werd de Energy Division opgezet waarmee deel werd genomen in concessieblokken. In dat jaar trad Sedco ook toe tot de joint-venture Ocean Management Incorporated (OMI), waarin ook International Nickel Company (Inco), het consortium Arbeitsgemeinschaft Meerestechnischgewinnbarer Rohstoffe (AMR) van vier Duitse bedrijven en twintig Japanse bedrijven als Deep Ocean Mining Company (DOMCO) deelnamen. De Sedco 445 werd omgebouwd om deze geschikt te maken voor het mijnen van mangaanknollen. Dit bleek uiteindelijk echter economisch niet haalbaar.
In 1984 werd het bedrijf overgenomen door Schlumberger dat het in 1985 samenvoegde met Forages et Exploitations Pétrolières (Forex). Sedco-Forex fuseerde daarna in 1999 met Transocean.

## Vloot
| Naam                   | Type                      | Ontwerp            | Werf                                | Jaar             | IMO     |
| ---------------------- | ------------------------- | ------------------ | ----------------------------------- | ---------------- | ------- |
|                        | Swamp barge               |                    |                                     |                  |         |
|                        | Swamp barge               |                    |                                     |                  |         |
| Rig 21                 | Post barge                |                    | Trinidad                            | 1955             |         |
| Sedco No. 8 - Rig 22   | Ponton                    |                    | Avondale Shipyards, 808             | 6 oktober 1955   |         |
| Sedco 135              | Semi                      | Sedco 135          | Ingalls Shipbuilding, 1124          | 1965             |         |
| Sedco 135A             | Semi                      | Sedco 135          | Mitsubishi Heavy Industries         | juni 1965        |         |
| Sedco 135B (Bruyard)   | Semi                      | Sedco 135          | Mitsubishi Heavy Industries         | september 1965   |         |
| Sedco 135C (Sea Quest) | Semi                      | Sedco 135          | Harland and Wolff                   | 1966             |         |
| Sedco 135D             | Semi                      | Sedco 135          | RDM, 317                            | september 1966   | 8755039 |
| Sedco 135E             | Semi                      | Sedco 135          | Mitsubishi Heavy Industries         | 1966             |         |
| Sedco 135F             | Semi                      | Sedco 135          | Victoria Machinery Depot, 136       | 1967             | 8754102 |
| Sedco 135G             | Semi                      | Sedco 135          | Mitsubishi Heavy Industries         | 1969             | 8767226 |
| Sedco H                | Semi                      | Sedco 135          | Halifax Shipyard, 58                | april 1970       | 8755003 |
| Sedco I                | Semi                      | Sedco 135          | Halifax Shipyard, 59                | december 1970    | 8755015 |
| Sedco J                | Semi                      | Sedco 135          | Halifax Shipyard, 61                | september 1972   | 8755027 |
| Sedco K                | Semi                      | Sedco 135          | Levingston Shipbuilding, 705        | 26 juni 1973     | 8755508 |
| Sedneth I              | Semi                      | Staflo             | RDM, 322                            | 14 december 1967 | 6729579 |
| Sedneth II             | Jackup                    | IHC Holland        | IHC Gusto, 364 (Co. 703) / RDM, 323 | 3 mei 1968       | 8767032 |
| Sedco Staflo           | Semi                      | Staflo             | Furness Shipbuilding Company, 523   | september 1967   | 7004524 |
| Sedco IIT              | Kraanponton               |                    | Halter                              | 1969             | 8758316 |
| Sedco Anne             | AHTS                      |                    | Bundeng Shipyards, 12               | 1969             | 7004201 |
| Sedco Helen            | AHTS                      |                    | Carrington Slipways                 | 1969             | 8642907 |
| Sedco III              |                           |                    |                                     |                  |         |
| Sedco IV               | Ponton                    |                    |                                     | 1969             | 8937742 |
| Sedco V                | Ponton                    |                    | Kelso Marine, 47                    | oktober 1970     |         |
| Sedco VI               | Ponton                    |                    | Kelso Marine, 48                    | oktober 1970     | 8758445 |
| Farken No. 1           |                           |                    |                                     |                  |         |
| HCC 007                |                           |                    |                                     |                  |         |
| HCC 008                |                           |                    |                                     |                  |         |
| HCC 009                |                           |                    | Misener 125                         | 1978             |         |
| HCC 101                | Pijpenlegger              |                    | JeffBoat, 2248                      | 1970             | 8639211 |
| HCC 103                | Pijpenlegger              |                    | Halter Moss Point, HMI 264          | augustus 1970    | 8758328 |
| HCC 108                |                           |                    | Misener 132                         | 1978             |         |
| HCR 1                  | Kraanponton, pijpenlegger |                    | Equitable-Higgins                   | 1967             | 8758304 |
| HCR 2                  | Ponton                    |                    | Equitable-Higgins                   | 1967             |         |
| HCR 3                  |                           |                    |                                     |                  |         |
| HCR 4                  | Ponton                    |                    | Equitable-Higgins 1507              | 1969             |         |
| Sedco 102              | Pijpenlegger              |                    | Hitachi Innoshima, 4333             | 1971             | 8765149 |
| Sedco 150              | Jackup                    | LeTourneau 44-C    | Davie Shipbuilding Lévis, 672       | 22 mei 1969      | 8755041 |
| Sedco 160              | Jackup                    | BMC-150            | Promet, P1073                       | mei 1981         | 8750845 |
| Sedco 700              | Semi                      | Sedco 700          | Levingston Shipbuilding, 704        | januari 1974     | 8755106 |
| Sedneth 701            | Semi                      | Sedco 700          | Halifax Shipyard, 64                | oktober 1973     | 8755247 |
| Sedco 702              | Semi                      | Sedco 700          | Avondale Shipyards, 2051            | mei 1973         | 8755118 |
| Sedco 703              | Semi                      | Sedco 700          | Avondale Shipyards, 2261            | februari 1974    | 8755120 |
| Sedco 704              | Semi                      | Sedco 700          | Halifax Shipyard, 65                | september 1974   | 8755132 |
| Stadrill               | Semi                      | Sedco 700          | Halifax Shipyard, 66                | november 1975    | 8756629 |
| Sedco 706              | Semi                      | Sedco 700          | Kaiser Steel, 631                   | augustus 1976    | 8755144 |
| Sedco 707              | Semi                      | Sedco 700          | Avondale Shipyards, 2282            | oktober 1976     | 8755156 |
| Sedco 708              | Semi                      | Sedco 700          | Kaiser Steel, 632                   | mei 1977         | 8755168 |
| Sedco 709              | Semi                      | Sedco 700          | Halifax Shipyard, 67                | februari 1977    | 8755170 |
| Sedco/Phillips S.S.    | Semi                      | Sedco 700          | Mitsubishi Heavy Industries         | juni 1977        | 8772128 |
| Tharos                 | Semi                      | Sedco 700          | Mitsubishi Heavy Industries         | 1979             | 8757960 |
| Sedco 710              | Semi                      | Sedco 700          | Mitsui                              | maart 1983       | 8755182 |
| Sedco/BP 711           | Semi                      | Sedco 700          | Hyundai Heavy Industries, 711       | 25 oktober 1982  | 8755211 |
| Sedco 712              | Semi                      | Sedco 700          | Hyundai Heavy Industries, 712       | september 1983   | 8755194 |
| Sea Explorer           | Semi                      | Sedco 700          | Scott Lithgow, 2001                 | 1985             | 8025989 |
| Sedco 714              | Semi                      | Sedco 700          | Hyundai Heavy Industries, 714       | december 1983    | 8755209 |
| Sedco Explorer         | Semi                      | Aker H-3           | Rauma-Repola, RR-3                  | september 1975   | 8751083 |
| Sedneth Luanda         | Jackup                    | Bethlehem JU-200MC | Bethlehem Singapore, 4232           | juli 1980        | 8755223 |
| Sedneth 5              | Jackup                    |                    |                                     | 1981             |         |
| Sedneth 201            | Jackup                    | BMC-200-IC         | Promet, P1090                       | februari 1982    | 8750132 |
| Sedneth 202            | Jackup                    | BMC-200-IC         | Promet                              | april 1982       | 8755235 |
| Sedco 250              | Jackup                    | BMC-250            | Nippon Kokan K.K., SP-1             | september 1979   | 8767018 |
| Sedco 251              | Jackup                    | BMC-250            | Nippon Kokan K.K., SP-5             | 1981             | 8766894 |
| Sedco 252              | Jackup                    | BMC-250            | Nippon Kokan K.K., SP-4             | februari 1981    | 8766909 |
| Sedco 253              | Jackup                    | BMC-250            | Nippon Kokan K.K.                   | 1981             | 8755053 |
| Sedco 445              | Boorschip                 | Sedco 445          | Mitsui, 305                         | november 1971    | 7112890 |
| Sedco/BP 471           | Boorschip                 | Sedco 470          | Halifax Shipyard, 68                | januari 1978     | 7423081 |
| Sedco 472              | Boorschip                 | Sedco 470          | Mitsui, F439                        | april 1977       |         |
| Sedco 600              | Semi                      | Sedco 600          | Promet, P1093                       | juni 1983        | 8755077 |
| Sedco 601              | Semi                      | Sedco 600          | Promet                              | 1983             | 8755089 |
| Sedco 602              | Semi                      | Sedco 600          | Promet, P1096                       | oktober 1983     | 8755091 |
| Sedco Express          | Semi                      | SFXpress 2000      | Direction des Constructions Navales | 2000             | 8764901 |
| Sedco Energy           | Semi                      | SFXpress 2000      | Direction des Constructions Navales | 2000             | 8764913 |
| Cajun Express          | Semi                      | SFXpress 2000      | Promet                              | 2000             | 8764846 |